# Kornai Berta
Kornai Berta, Kolber (Budapest, 1885. március 21. – Budapest, 1950. október 18.) színésznő, szubrett-énekesnő.

## Életútja
Kolber Sámuel (1822–1902) zmigródi, gácsországi születésű színházi fő lámpagyújtogató és a bölcskei születésű Kohn Fanni (Franciska) leánya, 1885. március 21-én reggel 7 órakor jött a világra. 1902-ben végezte el Rákosi Szidi színiiskoláját, s előbb a Tarka Színpad tagja volt, onnan 1902. szeptember 5-én a Magyar Színház kötelékébe lépett, ahol a Svihákok c. operettben (mint Berta) nagy sikert aratott. Amikor az operett e színházban hajléktalanná lett, a Vígszínház sorába lépett (1907. február), ahol minden fellépte új sikert jelentett. Néhány esztendeig volt tagja a Vígszínháznak és az ott előadott énekes darabok (Bernát, Tatárjárás, Obsitos stb.) sikere nagyrészt az ő nevéhez is fűződik. 1911-ben a Royal Orfeumba szerződött, néhány havi vendégszereplésre. Itt is osztatlan sikere volt minden operettnek, amelyben ő játszott, énekelt. Bálint Dezső igazgató szezon zártával új szerződést ajánlott a művésznőnek, azonban ez év tavaszán a Városligeti Színház szerződtette, ahol a Tannhäuser, vagy verekedés a Wartburgban c. opera-paródia fő női szerepét kreálta. 1912. január 26-án Budapesten, az Erzsébetvárosban férjhez ment dr. Tóth Elemér (1878. október 29. – Szirák, 1943. május 25.) ügyvédhez, a férj esküvői tanúja Beck Soma volt. 1916-ban a Kristálypalota vendége volt. 1929. március 17-én ismét megjelent a színpadon: Juliska fogadósnét játszotta, Vendrey Ferenc 50 éves színész-jubileumán, a Fővárosi Operettszínházban, az Aranykakas című vígjátékban. 1930–31-ben a Bethlen téri Színpadnál szerepelt. Természetes bájjal és temperamentummal rendelkezett, elsőrangú táncos volt. Halálát szívkoszorúér-elzáródás okozta.

## Fontosabb szerepei
- Stella (Máder Rezső: Huszárvér)
- Molly (Carl Millöcker: Szegény Jonathán)
- Mogyoróssi (Kálmán Imre: Tatárjárás)